# Козин, Виктор Михайлович
Виктор Михайлович Козин — советский и российский учёный, доктор технических наук, профессор. Заслуженный изобретатель Российской Федерации (2000), член-корреспондент Российской академии естествознания (2008).

## Биография
Учился в Комсомольском-на-Амуре политехническом институте (1975 г.), затем в аспирантуре при Горьковском политехническом институте (1983 г.). Работал сборщиком судов на Николаевском судостроительном заводе (1974 г.). С 1975 г. поступил на работу в Комсомольский-на-Амуре политехнический институт (ныне Государственный технический университет КнАГТУ), где работает и в настоящее время профессором и заведующим кафедрой.
Подготовил четырёх кандидатов технических наук, одного кандидата физико-математических наук и одного доктора технических наук.
Опубликовал более 700 работ, в том числе 2 учебных пособия, 14 монографий более 400 авторских свидетельств и патентов РФ на изобретения.

## Научные степени
- Кандидат Технических Наук (к. т. н.) 1984 г. Проектирование и конструкции судов, г. Горький
- Доктор Технических Наук (д. т. н.) 1994 г. Механика деформируемого твердого тела, г. Владивосток

## Научные труды
- всего более 700
- в том числе более 50 работ в изданиях, индексируемых в базах данных Web of Science и Scopus
- в ВАКовских изданиях — 64
- докладов на международных конференциях — 52
- монографий — 14
- более 400 авторских свидетельств и патентов РФ на изобретения
- индекс Хирша - 11

## Подготовил
одного доктора и шесть кандидатов технических наук а так же двух кандидатов физико-математических наук

## Основные направления научной деятельности
- Исследования возможностей резонансного метода разрушения ледяного покрова[англ.][3][4]

Козин получил экспериментальные теоретические кривые, которые показывают возможности своего метода.
- Использование легкоплавких веществ для автоматической балансировки роторов[6][7]
- Разработка новых технологий и устройств для очистки твердых дорожных покрытий от гололеда и снежного наката[8][9][10][11][12][13][14][15][16]
- Использование энергии расширения льда для калибровки и зиговки тонкостенных труб[17][18][19][20][21][22][23][24][25]
- Разработка технологий повышения несущей способности ледяного покрова, использующегося в качестве ледяных переправ и грузонесущих платформ.

## Награды и премии
- Почётная грамота Президента РАН (1999 г.)
- Победитель конкурса грантов Министерства образования РФ 2006 г.
- За развитие изобретательства в России решением Президиума РАЕ награждён медалью им. Альфреда Нобеля (2007 г.)
- Лауреат первой премии конкурса Губернатора Хабаровского края для профессоров высших учебных заведений (2009 г.)
- Три серебряные медали на конкурсе «Архимед», посвящённом 100 летию новейшего изобретения в России (Санкт-Петербург. март 2009 г.)
- Две серебряные и одна бронзовая медаль на 1Х Московском международном салоне инноваций и инвестиций (Москва, август 2009 г.)
- Серебряная медаль на Санкт-Петербургской технической ярмарке (Санкт-Петербург, март 2010 г.)
- Серебряная медаль на Х Московском международном салоне инноваций и инвестиций (Москва, август 2010 г.)
- Бронзовая медаль XIV Московский международный Салон изобретений и инновационных технологий «Архимед — 2011» (Москва, 2011 г.)
- Золотая медаль XIV Московский международный Салон изобретений и инновационных технологий «Архимед — 2011» (Москва, 2011 г.)

## Разработки
- Разработал и внедрил в практику резонансный метод разрушения ледяного покрова, реализуемый амфибийными судами на воздушной подушке, что позволяет в несколько раз снизить энергозатраты по сравнению с традиционными технологиями (применение ледоколов, ледокольных приставок и др.)[26]
- Предложил методику оценки ледокольных качеств подводных судов. разрушающих ледяной покров резонансным методом при их всплытии в паковом льду. Получил зависимости по оценке несущей способности ледяного покрова при его использовании в качестве автозимников, ледовых переправ и взлетнопосадочных полос при аварийных посадках самолётов.
- Разработал конструкции, повышающие несущую способность ледяного покрова, эксплуатирующегося в качестве грузонесущих платформ.

## Усовершенствования
- Усовершенствовал технологии использования ледяного покрова для транспортировки грузов, предотвращающие аварийные ситуации, в частности, как режимы движения транспортных средств, так и устройства, увеличивающие грузоподъемность льда при его динамическом нагружении.
- Запатентовал способы и разработал конструкции, позволяющие более эффективно по сравнению с существующими технологиями разрушать ледяной покров при ликвидации заторов и зажоров на реках в периоды ледостава и ледохода.
- Усовершенствовал технологию взрывных работ для предотвращения ледовых осложнений на внутренних водных путях, являющихся причиной разрушительных наводнений.
- На основе использования легкоплавких веществ (сплав Вуда) разработал способы и устройства для автоматической балансировки роторов, защищённые рядом патентов РФ на изобретения.
- Разработал технологию использования энергии расширения льда при формоизменении трубных и листовых заготовок.

## Теории
- Предложил теорию и устройства для очистки твердых дорожных покрытий от снежного наката и гололёда.

Разработанные решения позволяют в щадящем для покрытий режиме очищать дороги в несколько раз более эффективно по сравнению с существующими конструкциями и технологиями.

## Книги, монографии
- Зуев В. А., Козин В. М. Использование судов на воздушной подушке для  разрушения ледяного покрова/ Владивосток. — М.: ДВГУ, 1988. — С. 128. — ISBN 5-8044-0384-2.
- Козин В. М.	Шепель В. Т. и другие. Перспективные надводные и подводные средства освоения океана Дальневосточного бассейна. — М.: Препринт: Владивосток, ИММ ДВО РАН, 1992. — С. 54.
- Козин В. М.	Шепель В. Т. и другие. Особенности проектирования и эксплуатации ледокольных судов на воздушной подушке. — М.: Препринт: Владивосток, ИММ ДВО РАН, 1992. — С. 63.
- Жесткая В. Д. , Козин В. М.,. Исследование возможностей разрушения ледяного покрова амфибийными судами на воздушной подушке. — М.: Дальнаука, 2003. — С. 161. — ISBN 5-8044-0384-2.
- Козин В. М., Повзык Н. Г., Шпорт В. И. Ледоразрушающая  способность  изгибно-гравитационных волн от движения объектов. — М.: Дальнаука, 2005. — С. 191. — ISBN 5-8044-0508-X.
- Козин В. М., Марьин Б. Н. и др. Гидрогазовые системы летательных аппаратов (Учебник). — М.: Дальнаука, 2006. — С. 459. — ISBN 5-8044-0057-6.
- Шарлаимов В. И. , Козин В. М.,. Экспериментальные исследования нестационарных процессов при движении сплошной среды в гравитационном поле. — М.: Академия Естествознания, 2007. — С. 232с. — ISBN 5-98654-025-5.
- Козин В. М., Жесткая В.д., Погорелова А. В. и др. Прикладные задачи динамики ледяного покрова. — М.: Академия Естествознания, 2008. — С. 329. — ISBN 978-5-91327-019-1.
- Козин В. М. Резонансный метод разрушения ледяного покрова. Изобретения и эксперименты. — М.: Академия Естествознания, 2007. — С. 355. — ISBN 978-5-91327-017-7.
- Козин В. М. Возможность использования легкоплавких веществ для автоматической балансировки роторов. — М.: Академия Естествознания, 2009. — С. 231. — ISBN 978-5-91327-035-1.

- Козин В. М., Земляк В. Л. Всплытие подводных судов в ледовых условиях. — Комсомольск-на-Амуре: ИМиМ ДВО РАН, 2012. — 195 с. — ISBN 978-5-7442-1551-7.
- Козин В. М., Земляк В. Л. Физические основы разрушения ледяного покрова резонансным методом. — Комсомольск-на-Амуре: ИМиМ ДВО РАН, 2013. — 250 с. — ISBN 978-5-85094-519-0.
- Козин В. М. Экспериментальные исследования зависимости параметров распространяющихся в плавающей пластине изгибно-гравитационных волн от условий их возбуждения. — Новосибирск: СО РАН, 2016. — С. 222. — ISBN 978-5-7962-1504-9.
- и др.